# Jewgenija Alexandrowna Botschkarjowa
Jewgenija Alexandrowna Botschkarjowa (russisch Евгения Александровна Бочкарёва; * 10. Juni 1980 in Pensa, Russische SFSR, Sowjetunion) ist eine russische Rhythmische Sportgymnastin.
Sie nahm an den Olympischen Sommerspielen 1996 teil, bei denen sie in der Rhythmischen Sportgymnastik im Mannschaftsmehrkampf mit Olga Schtyrenko, Julija Iwanowa, Angelina Juschkowa, Jelena Kriwoschei und Irina Dsjuba die Bronzemedaille gewann. Bei den Weltmeisterschaften 1995 gewann Botschkarjowa ebenfalls eine Bronzemedaille.

## Auszeichnungen
- 1996:  Verdienter Meister des Sports Russlands[1]
- 1997:  Medaille des Ordens für die Verdienste für das Vaterland II. Klasse[2][1]